# Helen Cherry
Helen Mary Cherry (* 24. November 1915 in Worsley, Greater Manchester, Vereinigtes Königreich; † 27. September 2001 in Bushey, Hertfordshire, Vereinigtes Königreich) war eine britische Film- und Theaterschauspielerin. Cherry war von 1944 bis zu dessen Tod 1988 mit dem Schauspieler Trevor Howard verheiratet.

## Leben
Die 1915 geborene Cherry war eines von drei Kindern der Eheleute John William Cherry und Annie Nall und wuchs in der nordenglischen Stadt Harrogate auf. Ihr konservativer Vater stand dem Wunsch nach einer Tätigkeit als Schauspielerin ablehnend gegenüber. Er willigte erst ein, nachdem seine Tochter zusagte, neben der Schauspielerei auch eine ernsthafte Ausbildung zu absolvieren.
Ursprünglich plante Cherry eine Ausbildung als Bühnenbildnerin, begann dann aber eine Lehre als Gebrauchsgrafikerin. Daneben war sie ab Ende der 1930er Jahre im Theater tätig. Nach Engagements in Manchester, Chester und Lytham St Annes wurde sie 1942 Mitglied in Robert Atkins’ Open-Air-Theatergruppe, die im Londoner Regent’s Park auftrat. Dort übernahm sie Rollen in Shakespeare-Stücken wie Was ihr wollt (Twelfth Night), Der Widerspenstigen Zähmung (The Taming of the Shrew) und Ein Sommernachtstraum (A Midsummer Night’s Dream). Ihre Lieblingsrolle war jedoch die der Rosalinde in Wie es euch gefällt (As You Like It).
1943 lernte sie bei der Inszenierung des Farquhar-Stücks Der Werbeoffizier (The Recruiting Officer) den Schauspieler Trevor Howard kennen und lieben. Nach einem Streit, bei dem Cherry ein Fahrrad nach Howard warf, hielt dieser um ihre Hand an. Das Paar heiratete am 8. September 1944 in sehr privatem Rahmen. Auch die Eltern des Brautpaares waren nicht eingeladen, was diese den beiden zunächst übelnahmen.
In den letzten Kriegsjahren trat Cherry vor allem im Londoner Theaterviertel West End auf. Im Jahr 1947 gab sie ihr Debüt als Filmschauspielerin in The Courtneys of Curzon Street unter der Regie von Herbert Wilcox. Danach folgten größere Rollen in Filmen wie Adam und Evelyne (1949), They Were Not Divided (1950) oder The Woman with No Name (1950). Danach wandte sich Cherry verstärkt Fernsehproduktionen zu. Unter anderem arbeitete sie mehrere Jahre in der Quizshow Guess My Story.
Trotz Gerüchten über eine Affäre Howards mit der französischen Schauspielerin Anouk Aimée bei den Dreharbeiten zum Film Der goldene Salamander im Jahr 1950 blieb sie bei ihrem Mann.
Cherry unterstützte aktiv die Friedensbewegung und wurde 1961 bei einer Demonstration der Campaign for Nuclear Disarmament kurzzeitig verhaftet.
Später trat Cherry in einigen Filmen gemeinsam mit ihrem Mann auf, meist in kleineren Nebenrollen. Zu den gemeinsamen Filmen zählen Angriff der leichten Brigade (1968), Brillanten und Kakerlaken (1974) und Die Schande des Regiments (1975). Neben ihren Fernsehrollen trat Cherry weiter im Theater auf, zuletzt in den Stücken Streets of London (1981) und Ladies in Retirement (1983).
Nachdem sich Howards Gesundheitszustand 1986 verschlechterte, gab Cherry ihre Karriere weitestgehend auf, um ihn zu pflegen. Als Howard am 6. Januar 1988 starb, war sie an seiner Seite. Die Ehe blieb kinderlos. Nach Howards Tod verteidigte sie ihren Mann gegen Vorwürfe, sein übermäßiger Alkoholkonsum hätte seinem Schauspiel geschadet.
Danach trat sie lediglich in einem Kinofilm und wenigen Fernsehproduktionen auf. Cherry erlitt 1995 einen Schlaganfall. Bei einem gemeinsamen Urlaub mit ihrem langjährigen Freund Tim Baker in der Bretagne erlitt sie 2001 einen zweiten Schlaganfall. Von dessen Folgen erholte sich Cherry nicht mehr und verstarb am 27. September 2001 im Alter von 85 Jahren.

## Filmografie (Auswahl)
- 1947: The Courtneys of Curzon Street
- 1947: The Mark of Cain
- 1949: Unschuldig verurteilt (For Them That Trespass)
- 1949: Adam und Evelyne (Adam and Evelyne)
- 1950: Die Nacht begann am Morgen (Morning Departure)
- 1950: They Were Not Divided
- 1950: Ferien wie noch nie (Last Holiday)
- 1950: The Woman with No Name
- 1951: Mit Küchenbenutzung (Young Wives' Tale)
- 1952: His Excellency
- 1952: Castle in the Air
- 1955: Mord ohne Mörder (Three Cases of Murder)
- 1957: Kameraden der Luft (High Flight)
- 1961: Ein Mann geht seinen Weg (The Naked Edge)
- 1962: Im Namen des Teufels (The Devil's Agent)
- 1964: Delayed Flight
- 1964: Neues Abenteuer mit Flipper (Flippers New Adventure)
- 1964: Geheimauftrag für John Drake (Danger Man, Fernsehserie, 1 Folge)
- 1965: Morgen um zehn (Tomorrow at Ten)
- 1968: Der Angriff der leichten Brigade (The Charge of the Light Brigade)
- 1969: Der Killer und die Dirne (Hard Contract)
- 1974: Brillanten und Kakerlaken (11 Harrowhouse)
- 1975: Die Schande des Regiments (Conduct Unbecoming)
- 1978: No Longer Alone
- 1983: Al-mas' Ala Al-Kubra
- 1984: Die Rebellen (Flashpoint Africa)
- 1988: Das Mädchen auf der Schaukel (The Girl in a Swing)
- 1990: Ein Phantom in Monte Carlo (A Ghost in Monte Carlo, Fernsehfilm)